# 플라스틱 오염

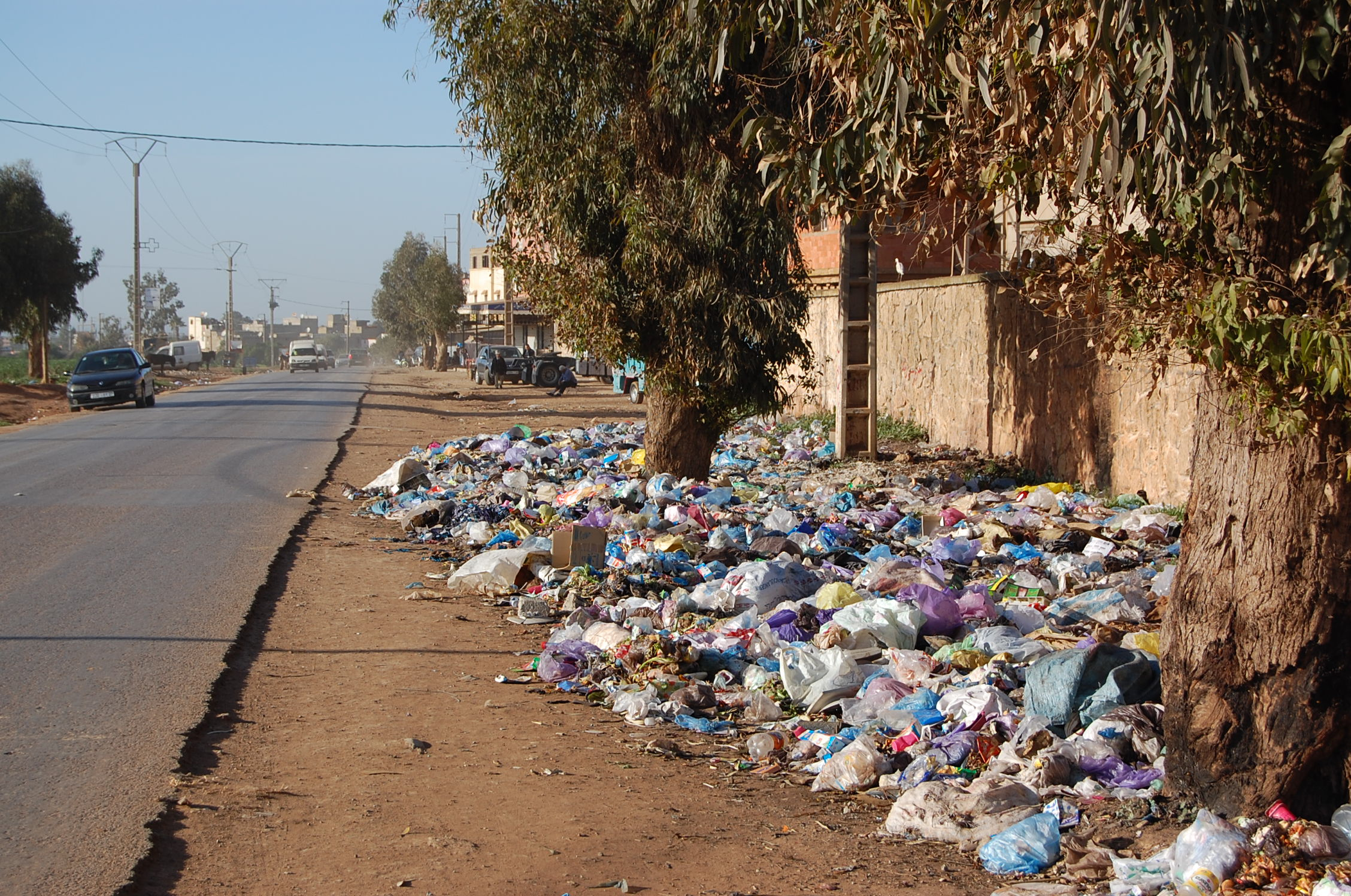
거리에 방치된 플라스틱 쓰레기들.

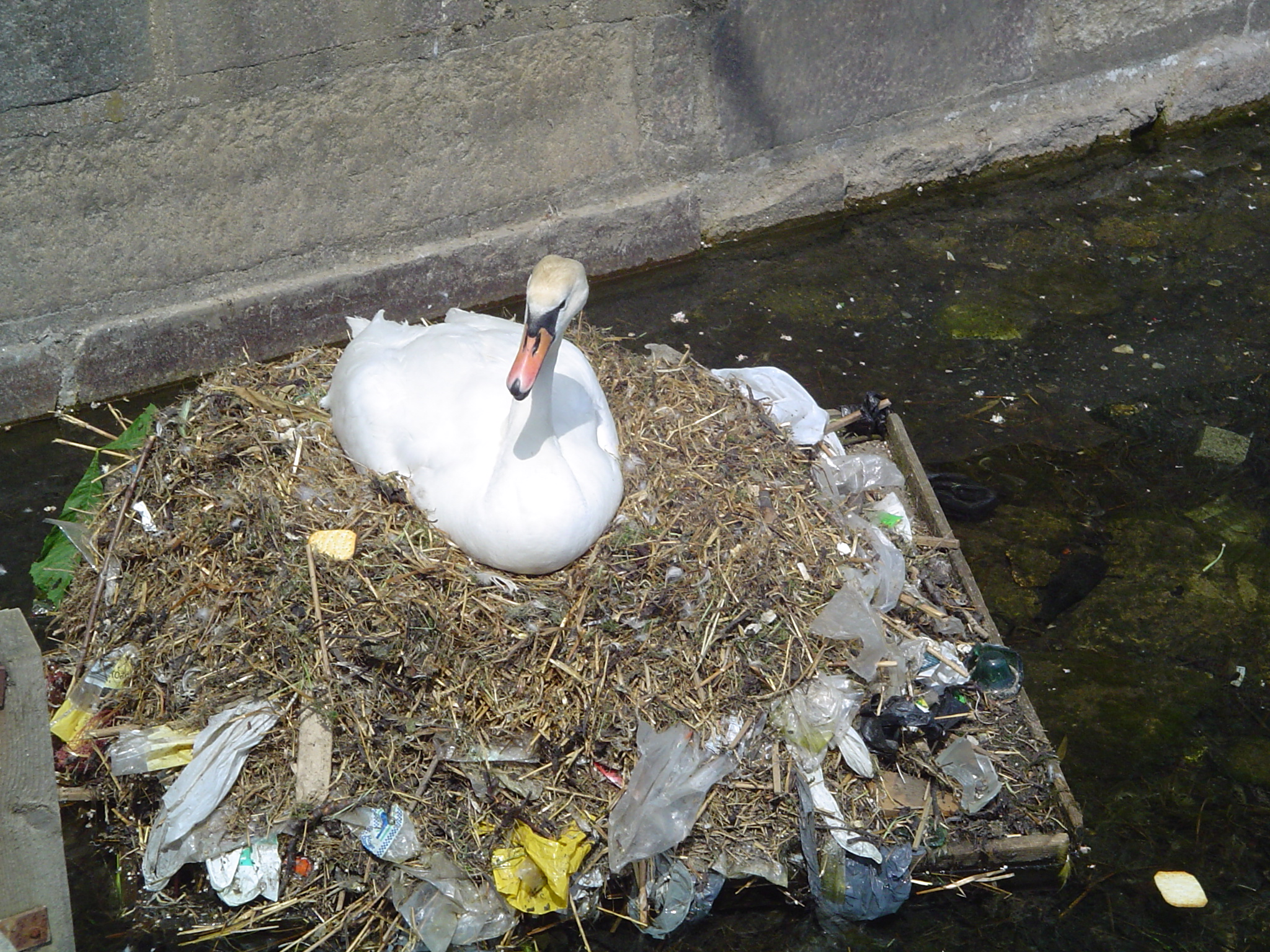
플라스틱 쓰레기 위에 둥지를 튼 백조.

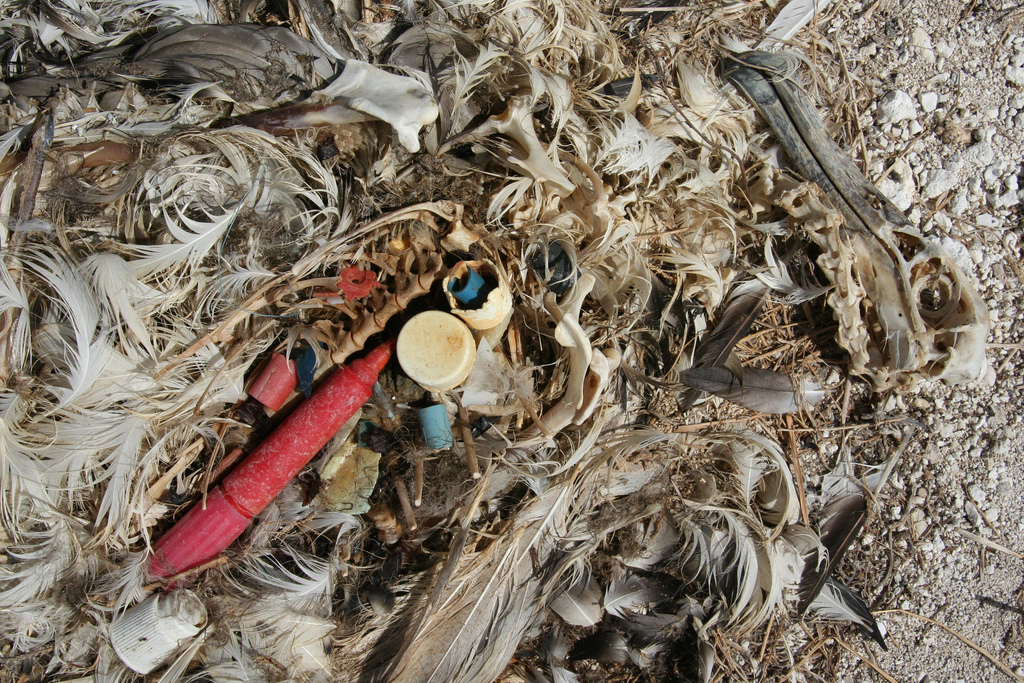
신천옹의 시체 뱃속에서 나온 플라스틱 쓰레기.

플라스틱 오염(영어: Plastic pollution)은 사용되어 방치된 플라스틱이 환경을 오염시키는 것을 말한다.
1950년대 이후 사용량이 폭증한 플라스틱은 전 세계 시장 규모가 7,500억 달러(한화 840조 원)에 이르게 되었다. 유엔에 따르면 2016년 세계의 플라스틱 병은 4,800억 개로 집계되었다. 2021년에는 그 수가 5,830억 개로 늘어날 것으로 예상한다. 이에 플라스틱이 전체 폐기물의 약 10%를 차지하게 되었다. 그런데 대부분의 플라스틱은 미생물이 분해할 수 없는 화학 구조를 가지고 있다. 그래서 인간이 만들어내는 쓰레기의 자연 분해 기간이 기하급수적으로 늘어나 버렸다. 스티로폼 컵은 50년, 일회용 기저귀는 450년, 낚시줄은 600년이 걸린다. 반면 재활용되는 플라스틱의 양은 매우 적은 상황이다. 결국 도시에는 폐비닐이 쌓이고, 강과 해안에는 플라스틱 병들이 수북하며, 바다는 거대한 플라스틱 뭉치들이 떠다는 상황이다.
유엔환경계획(UNEP)이 2016년 5월 펴낸 보고서 <해양 플라스틱 쓰레기와 미세 플라스틱>에 따르면, 플라스틱이 2010년에만 최소 480만t에서 최대 1270만t이 바다로 흘러들어갔다고 한다. 이러한 이유로 일각에서는 2050년 바다에 물고기와 플라스틱의 비율이 50 대 50이 될 것이라고 예측하였다. 1997년 발견된 태평양 거대 쓰레기 지대는 2009년 두배 가까이 커져 한반도의 7배에 이르게 되었다. 이러한 바다 쓰레기섬의 90%가 플라스틱이다. 이 중 잘게 쪼개진 플라스틱들은 바다를 떠다니다 바다 생물에게 먹히게 되는데, 바다 쓰레기섬 주변 어류 35%의 뱃속에서 작은 플라스틱이 들어있다고 알려졌다. 한 편 1mm 미만의 플라스틱 입자들은 미세 플라스틱이라 하는데 먹이사슬을 통해 음식으로 인간의 몸속에 도달해 문제가 되고 있다.
이로 인해 미생물에 분해되는 생분해성 플라스틱으로 대체하기 위한 노력이 일고 있다. 하지만 강도가 기존 플라스틱에 미치지 못하여 아직 대체율은 낮은 상황이다.
최근 연구 결과들은 환경 위기에 플라스틱 오염의 영향력이 기존의 인식보다 크다는 것을 드러내는 상황이다. 자연환경에서 태양광에 의해 분해되는 플라스틱 쓰레기는 그 자체로 바다 생태계에 아주 강력한 영향을 미치면서 다시 공기중에 co2로 환원될 수 있다.

## 같이 보기
- 태평양 거대 쓰레기 지대